# Kässbohrer Transport Technik
Die Kässbohrer Transport Technik GmbH ist ein Hersteller von Fahrzeugtransportern und Sattelaufliegern aus Eugendorf bei Salzburg.

## Geschichte
Der Wagnermeister Karl Heinrich Kässbohrer gründete 1893 in der deutschen Stadt Ulm die Wagenfabrik Kässbohrer. Die Kässbohrer Fahrzeugwerke entwickelten sich zu einem wichtigen Fahrzeughersteller, im Zuge der Expansion nach Österreich wurde 1968 in Salzburg-Taxham ein Gelände für den Neubau des österreichischen Werks angekauft. Hier wurden Nutzfahrzeuge verschiedenster Ausprägung, Pistenbully-Komponenten und insbesondere Fahrzeugtransporter gebaut. Wesentliche Bestandteile waren auch der Vertrieb und der Service (Reparaturen, Ersatzteilwesen) der Omnibusmarke Setra, aller Nutzfahrzeuge und der PistenBully. Kässbohrer Austria beschäftigte Ende der 1980er Jahre rund 850 Mitarbeiter am Standort Salzburg-Taxham.
Mit der Auflösung des Mutterkonzerns konnten 1995 die Brüder Heinrich, Ulrich und Otfried Kässbohrer das österreichische Werk zurückkaufen. Sie stabilisierten die wirtschaftliche Basis des Unternehmens und erreichten in einem Zeitraum von fünf Jahren eine Umsatzsteigerung von 250 Prozent. Das Unternehmen stieg so zu einem der führenden europäischen Hersteller von Fahrzeugtransportern auf. Der Bereich Nutzfahrzeug-Service wurde zum zweiten wichtigen Standbein neben der Entwicklung und Produktion von Fahrzeugtransportern ausgebaut.
Im Jahr 2000 wurde mit dem Bau eines neuen Firmengeländes in Eugendorf begonnen, das ein Jahr später in Betrieb genommen wurde. Das Kässbohrer Nutzfahrzeug-Servicecenter wurde als One-Stop-Shop-Konzept für Nutzfahrzeuge realisiert. 2007 wurde das Tochterunternehmen Kässbohrer Car Carriers International gegründet, das ihren Sitz auch in Eugendorf hat.
Mit 1. August 2016 wurde die seit April 2016 insolvente ROHR Fahrzeugbau GmbH in Straubing übernommen und zur ROHR Spezialfahrzeuge GmbH umfirmiert. Rohr ist spezialisiert auf Kühlfahrzeuge und Tankfahrzeuge für Mineralöltransport, Flugfeld und Militär und hat aktuell noch 175 Beschäftigte.
Das Unternehmen hat sich auf die Herstellung von offenen und geschlossenen Autotransportern sowie auf maßgeschneiderte Fahrzeug- und Stahlbaulösungen spezialisiert. Gemeinsam mit VEGA International Car-Transport and Logistic-Trading Gesellschaft m.b.H. entwickelte Kässbohrer einen Ladungsträger für Schiffs- und Bahntransport.